# Roger Van de Wouwer
Pour les articles homonymes, voir Van de Wouwer.
Roger Van de Wouwer, né à Hoboken le 21 juillet 1933 et mort à Wilrijk le 22 octobre 2005, est un peintre et illustrateur surréaliste belge.

## Biographie
Roger Van de Wouwer (parfois incorrectement : Roger Van de Wouver) est né le 21 juillet 1933 à Hoboken (Belgique). Désireux d'étudier la photographie, à 16 ans, il fréquente l'Académie et suit les cours du soir de la " Vrije Nijverheids- en Beroepsschool" à Anvers, école qui formait les techniciens de l'usine Gevaert de matériel photographique. Après son service militaire, pendant lequel il a l'occasion de fréquenter l'académie des Beaux-Arts de Bruxelles, il est engagé par le photograveur De Schutter, puis en 1955 par Gevaert où il a été employé jusqu'à sa retraite. C'est là qu'il fait la connaissance de Leo Dohmen, grand prosélyte du surréalisme qui le met en contact avec Gilbert Senecaut, qui, à son tour, lui présente Tom Gutt. Ces trois rencontres furent déterminantes pour le jeune peintre.
La première exposition personnelle de Roger Van de Wouwer a eu lieu en 1963 dans la librairie-galerie de Henri Mercier à Bruxelles. Plusieurs tableaux (Galathée, L'incorruptible) y ont fait scandale et entraîné une plainte en justice. En réponse, un tract a été rédigé par Tom Gutt dans lequel l’esprit avec lequel Roger Van de Wouwer peignait est bien décrit : « Roger van de Wouwer a ouvert à toute volée les portes qui protégeaient la routine. Il est des fracas gais à entendre. A peine si, autour des gonds, quelques débris subsistent. Chacune de ses toiles constitue une salve contre le déjà vu. Le défi le plus intense circule comme une flamme à travers sa peinture.» Le tract recueillit une cinquantaine de signatures, mais fut plutôt mal reçu en France, même dans le groupe surréaliste, où certains voyaient en Galathée une insulte à la femme.
Roger Van de Wouwer a souvent détourné à son profit les modes artistiques, mais aussi parfois les a précédées. Sa toile Tableau reproduit, bien avant que l’art conceptuel n’en fasse un procédé, la définition du mot tableau telle qu’on la trouve au dictionnaire, mais ce n’est qu’une des multiples façons dont il s’est interrogé sur la signification et la fonction des images. De fait, Roger est proche de l'esprit de Marcel Duchamp et des ready-made, quoiqu'en contradiction avec ceux-ci, notamment quand, à l’aide du pinceau, il reproduit avec une scrupuleuse exactitude, mais en l’agrandissant, un circuit électronique imprimé (La Transmission de la pensée) ou qu’il utilise des images dont l’origine scientifique intrigue. Après les tableaux de ses débuts, qui chacun, plus qu’il ne charme la rétine, force l’esprit à penser autrement, Roger a peint des séries dans lesquelles il rapproche sur la toile des éléments dont l’éloignement du sens renforce le pouvoir de l’image : des cycles de moteurs thermiques et des manneken pis, des sexes en érection et des croix diverses, des symboles alchimiques et de physique moderne… Nombreuses sont ses toiles fondées sur «le défi et la révolte», comme prôné par Paul Nougé. Un de ses tableaux peut sans doute être compris comme un manifeste : il représente un gant de boxe garni de couleurs à la manière d’une palette de peintre (La Décantation). Conjointement avec Gilles Brenta, une série de tableaux fut réalisée (Douaniers sans frontières) dont l’attrait vient de la complémentarité des deux peintres, chacun s’étant acquitté de demi-tableaux que l’autre a terminés. Ce fut en 1995 la dernière manifestation importante de Roger qui est décédé le 22 octobre 2005.

## Expositions personnelles
- 1963 : Roger van de Wouwer, Librairie La Proue, Bruxelles (du 25/05 au 13/06). Texte signé Ossip-Lourié.
- 1965 : Roger van de Wouwer, Cogeime s.a., Bruxelles (du 13/05 au 24/05).
- 1966 : Roger van de Wouwer, présentation de quelques œuvres, galeries Onze Schilders, Ostende (tout l'été depuis le 1/07).
- 1968 : Roger van de Wouwer, Galerie 44, Bruxelles (du 2/05 au 31/05). Préface de Tom Gutt : La Main souveraine.
- 1969 : Roger van de Wouwer, Galerie GEBO, Anvers (du 25/04 au 6/05). Préface de Louis Scutenaire : Chef-d'œuvre. À cette occasion, présentation de Il est toujours trop tard 1924 - 1928 de Louis Scutenaire, illustré par Roger Van de Wouwer.
- 1969 : Op-o-mobiles, The Gallery Club, Albert Plage (Knokke) (du 31/10 au 7/01/1970). Préfaces de Louis Scutenaire : Madame, disait Juve, allez rejoindre Fantômas, et de Jan Cremer (Jan Cremer) : Mysterie of Komplot.
- 1972 : Roger van de Wouwer, Œuvres récentes, Galerie Aquarius, Bruxelles (du 17/11 au 7/12). Textes de Y. Bossut (Yves Bossut): L'horoscope d'un artisan de la terreur, Irine (Irène Hamoir): Une plante du genre réséda, L. Scutenaire : L'horrible vérité & Jeux faciles, T. Gutt : Le perce-yeux, M. Thyrion : Le retour de Roger Van de Wouwer.
- 1980 : Roger van de Wouwer, Galerie La Marée, Bruxelles (du 19/04 au 29/04). Préface de Tom Gutt.
- 1984 : Roger van de Wouwer, Galerie La Marée, Bruxelles (du 25/2 au 10/03). Textes de Jean Wallenborn : Un beau sujet, Louis Scutenaire, Marcel Mariën : L'ôtage à l'accent circonflexe, Irine, Tom Gutt :La bonne tenue.
- 1986 : Roger van de Wouwer, Galerie Isy Brachot, Bruxelles (du 10/09 au 11/10). Texte de Tom Gutt : Écrit dans le genre contemporain.
- 1992 : "Roger van de Wouwer", Antwerp Sailing Club, Anvers (du 25/06 au 26/07).
- 1995 : Douaniers sans frontières, exposition des tableaux réalisés avec Gilles Brenta, Scheldestraat, 32, Anvers (du 11/03 au 25/03).
- 1995 : Le Moment agréable, exposition des tableaux réalisés avec Gilles Brenta, Galerie La Marée, Bruxelles (du 1/04 au 8/04).
- 2016 : Retrospective - Roger Van de Wouwer , Verbeke Foundation, Kemzeke (du 17/04 au 30/10/2016).
- 2020 : Roger Van de Wouwer L'incorruptible - De onkreukbare, Rouge-Cloitre, 1160 Bruxelles (du 31/01 au 15/03).

## Expositions collectives
- 1962 : Présentation de la revue Punt 5, Galerie Guy Dorekens, Anvers (24/03 au 29/03).
- 1962 : Exposition internationale Fantasmagie, Galerie d'Art Jean Dols, Liège (du 31/03 au 12/04) : accrochage de Bérénice.
- 1962 : Fantasmagie sur le thème d'Uranus (IVe salon international), Galerie de la Madeleine, Bruxelles (du 11/05 au 23/05) : accrochage de Le signe de Mars (sic).
- 1962 : Exposition collective, Galerie Guy Dorekens, Anvers (à partir du 16/06).
- 1965 : 51e Salon National des Beaux-Arts, Gand.
- 1966 : Le Papier, Cogeime s.a., Bruxelles (du 3/05 au 16/05).
- 1967 : Le Papier II, Cogeime s.a., Bruxelles (du 11/04 au 24/04).
- 1969 : Introduction au surréalisme en Belgique, Salle communale, La Louvière (du 26/04 au 11/05).
- 1969 : Surréalisme pour ainsi dire, La Jeune Parque, Bruxelles (du 17/12 au 10/01/1970).
- 1970 : Surrealisme, Galerie GEBO, Anvers (du 23/06 au 10/07 et du 3/08 au 28/08).
- 1977 : La Contre-bande, Galerie La Marée, Bruxelles (du 25/03 au 2/04).
- 1978 : Menu, Galerie Florence (restaurant-galerie d'art), Bruxelles (du 10/06 au 31/08).
- 1982 : La Marée se retire, Galerie La Marée, Bruxelles (du 16/01 au 23/01).
- 1983 : Goden en idolen, De Warande, Turnhout (du 12/03 au 10/04).
- 1984 : Art et Sport, Musée des Beaux-Arts, Mons (du 23/03 au 3/06).
- 1986 : Le Surréalisme en Belgique I, Galerie Isy Brachot, Paris (du 16/04 au 10/07).
- 1986 : Arte e Alchimia, Biennale de Venise (du 29/06 au 28/09).
- 1990 : Tire la langue : un pays d'irréguliers, Centre culturel du Botanique, Bruxelles (du 26/09 au 11/11).
- 1991 : Les Irréguliers du langage, Musée d'Art Contemporain, Dunkerque (du 3/05 au 10/06).
- 1992 : Woord en Beeld, MuHKA, Anvers (du 27/06 au 15/11).
- 1992 : Les irréguliers du langage, Casa Museo Murillo, Séville (du 24/09 au 29/11).
- 1992 : Hommage à Michel Thyrion, Librairie Crucis, Bruxelles (20/11 au 9/12).
- 1993 : Les irréguliers du langage, Commissariat aux Relations internationales, version itinérante de 80 panneaux présentant des reproductions.
- 1995 : Paul Nougé, Maison du Spectacle La Bellone, Bruxelles (du 14/02 au 15/04).
- 1995 : Le Surréalisme en Belgique, Espace Sculfort, Maubeuge (du 17/11/95 au 7/01/96).
- 1996 : « Ce qui est attirant est beau », Irène, Scutenaire, Magritte and C° Musée d'Art moderne, Bruxelles, (du 13/09 au 15/12).
- 1998 : Les affinités suffisantes, Musée Ianchelevici, La Louvière (du 19/09 à 25/10).
- 2004 : Le Surréalisme en Belgique, Musée National d'Art de Roumanie, Bucarest (du 7/10 au 5/12).
- 2006 : Arts et Sciences, exposition scientifique, Maison de la Science, Liège (du 8/05 au 30/10) (Exposition Arts et Sciences).
- 2007 : Le Surréalisme en Belgique 1924-2000, BAM, Mons (du 18/03 au 19/08) (Mons magazine Mars 2007 / 34).
- 2010 : Collages@Romantiek, Galerie Alfons Blomme & ancienne Banque Nationale, Roulers (du 6/02 au 28/02).
- 2010 : Deurnroosje, exposition notamment dans des vitrines de magasins, Turnhoutsebaan, Deurne (du 18/08 au 22/08).
- 2011 : Oh Crisis 2.0, Huize Frankendael, Amsterdam (du 28/03 au 28/05).
- 2012 : Un abécédaire pour La Louvière, Centre de la Gravure et de l'Image imprimée, La Louvière (du 29/9/2012 au 6/01/2013) ( Un abécédaire pour La Louvière).
- 2014 : Abécédaire du surréalisme , Centre Wallonie-Bruxelles, Paris (du 6/02 au 6/04/2014).
- 2015 : The Discreet Charm of the Bourgeoisie, Surrealism in Belgium, The Baker Museum, Naples, Florida, USA (du 31/01 au 3/05/2015).
- 2017 : Collages & Assemblages (publication catalogue illustré), Verbeke Foundation, Kemzeke (du 23/04 au 30/10/2017).
- 2018 : Imaginaire et Figuration dans l'art du Collage, Centre d’Art de Rouge-Cloître, Bruxelles (du 8/06 au 22/07/2018).
- 2019 : Magische collages, Musée de Schiedam (nl), (du 19/10/2019 au 19/01/2020).
- 2019: Surrealism in Knokke, Gallerij Ronny Van de Velde[2], (du 15/12/2019 au 1/03/2020).
- 2022: Sans dieu, sans maître, sans roi et sans droits, Verbeke Foundation[3], (du 12 juin à juin 2023).
- 2023: Le mal du Pays, Galerij Rossaert - Ronny Van de Velde[4], (du 21 janvier au 26 mars 2023).
- 2023 : Wintertentoonstelling, Verbeke Foundation, Kemzeke (du 19/11/2023 au 28/04/2024).
- 2024: Histoire à ne pas rire, BOZAR, Bruxelles (du 21 février au 16 juin 2024).
- 2024: Surréalisme : Bouleverser le réel  BAM Mons (du 19 octobre au 16 février 2025).
- 2024: Wintertentoonstelling, Verbeke Foundation, Kemzeke (du 17/11/2024 au 20/04/2025).
- 2024 fête surréaliste - Un clin d’oeil au surréalisme à Anvers – Berchem Campo & Campo (du 13 novembre au 18 janvier 2025).

## Publications personnelles
- Un Conte de Fées, Berchem-Anvers, Les Editions de la Serfouette, 1967 (21 dessins) (Dessin "Sans titre"). reproduisant des tableaux. Préface & postface de Gilbert Senecaut (Faites vos jeux! - Rien ne va plus!).
- J'ai montré quelquefois ce que l'homme croit voir, Berchem-Anvers, Les Editions de la Serfouette, 1968 (1 dessin illustré de deux textes par Claudine et Tom Gutt).
- Deux farceurs (en collaboration avec Yves Bossut), s.l., s.d. (c. 1969).
- Les croisades, Bruxelles, Le Vocatif, n° 2, novembre 1972 (6 dessins).
- Sans titre, Bruxelles, Le Vocatif, n° spécial, novembre 1972 (à l'occasion de l'exposition à la galerie Aquarius) (6 dessins).
- Sans titre, Bruxelles, Le Vocatif, n° 57, mars 1974 (6 dessins).
- Sans titre, Bruxelles, Le Vocatif, n° 102, février 1976 (6 dessins).
- Conchyliologies, Bruxelles, Le Vocatif, n° 135, juin 1977 (4 dessins).
- Sans titre, Frassem-Arlon, Le Bon Plaisir, 1re série, sans n°, 30 novembre 1985 (1 dessin).
- Douaniers sans frontières, en collaboration avec Gilles Brenta (deux livres, chacun avec douze dessins), Bruxelles, Une passerelle en papier, 1995.

## Illustrations
- Tom Gutt, Ambages, s.l., 1967 (1 dessin).
- Gilbert Senecaut, On ne change pas d'épaule un fusil à deux coups, Bruxelles, collection "Une passerelle en papier", 1968 (2 dessins).
- Scutenaire, Il est toujours trop tard 1924 - 1928, dix gravures de Roger van de Wouwer, Berchem-Anvers, Les Editions de la Serfouette, 1969.
- Tom Gutt, L'ordre alphabétique, Bruxelles, 1970 (12 dessins).
- Louis Scutenaire, Mes Inscriptions 1945 - 1963, Bruxelles, 1976 (une des 15 gravures accompagnant les 120 exemplaires de luxe).
- Gilbert Senecaut, Livraison sans domicile précédé de A dessein dessin et demi, Bruxelles, Brassa, 1980 (29 dessins).
- Louis Scutenaire, La Citerne, Bruxelles, Brassa, 1987 (portrait à l'encre de l'auteur).
- Henri Pastoureau, Le cycle de Berlin, Bruxelles, Une passerelle en papier, 1988 (2 dessins).
- André Thirion, Portrait d'André Breton suivi de Bavardages et Parodies, Bruxelles, 1989 (reproduction du portrait d'André Breton).
- Michel Thyrion, L'imagination du chien, Bruxelles, Une passerelle en papier, 1996 (9 dessins).
- Jacques Wergifosse, Variations sur un thème, Bruxelles, 2001 (portrait à l'encre de l'auteur).
- Jacques Wergifosse, Troisième chanson perdue, Bruxelles, Collection La Chanson perdue, 2001 (1 dessin).
- Tom Gutt, Jean Wallenborn, La porte ouverte est fermée, Les Editions de Furfooz, 2015 (1 dessin).

## Films
- À propos de Roger Van de Wouwer :

À bout portant. Un film sur Roger Van de Wouwer, réalisé par Claude François, écrit par Jean Wallenborn et Claude François, produit par PBC Pictures, Ambiances asbl, RTBF/Unité Documentaire, avec l'aide du Centre du Cinéma et de l'Audiovisuel de la Communauté Française de Belgique et des télédistributeurs wallons (2006).

- Avec mention à Roger Van de Wouwer :

Le Désordre alphabétique , un film sur le surréalisme en Belgique, écrit et réalisé par Claude François, produit par Image Création (2012).